# Gossip Folks
Gossip Folks je Hip Hop singl americké raperky Missy Elliott a Ludacrise, vydaného v roce 2003. Píseň je druhý singl z jejího alba Under Construction, vydaného v roce 2002. Gossip Folks dosáhl 8. místa v hitparádě Billboard Hot 100 a 9. místa v singlové hitparádě v Anglii. Píseň je Missyina odpověď na různé mýty o ní (např. její sexuální orientace nebo její váha). Gossip Folks obsahuje sampl z Double Dutch Bus od Frankie Smith z roku 1981. Video k písni režíroval Dave Meyers.V posledních 10 sekundách videoklipu se objeví jako řidič autobusu Darryl McDaniels, což je DMC z Run DMC.Na konci videoklipu je nástěnná malba věnovaná zesnulým hvězdám Aaliyah, Lisa Lopes, a Jam Master Jay.

## Track list

### CD-Maxi Singl
1. "Gossip Folks" (Original Version)
2. "Gossip Folks" (Mousse T's Original Alternative)
3. "Gossip Folks" (Fatboy Slim Remix)
4. "Gossip Folks" (Mousse T's Pogo Remix Extended)
5. "Gossip Folks" (Mousse T's & Royal Garden Remix Extended)
6. "Gossip Folks" (Mousse T's So Phat Remix Extended)
7. "Gossip Folks" (Mousse T's Afropean Ride Remix)

### Vinyl Singl
1. "Gossip Folks" (Fatboy Slim Radio Remix)
2. "Gossip Folks" (Fatboy Slim Remix)
3. "Gossip Folks" (Original Version)
4. "Gossip Folks" (Fatboy Slim Remix)

## Charts
| Chart             | Nejvyšší Pozice |
| ----------------- | --------------- |
| Billboard Hot 100 | #8              |
| Anglie Singly     | #9              |
| Švýcarsko Singly  | #50             |
| Belgie Singly     | #24             |
| Nizozemí Singly   | #50             |
| Švédsko Singly    | #24             |
| Dánsko Singly     | #6              |
| Austrálie Singly  | #22             |